# Alexandre Semionov
Pour les articles homonymes, voir Semionov.
Alexandre Mikhaïlovitch Semionov (en russe : Алекса́ндр Миха́йлович Семе́нов, 18 février 1922, Torjok, URSS - 23 juin 1984, Léningrad, URSS), est un peintre soviétique russe, membre de l'Union des artistes de Leningrad, et l'une des figures de l’École de peinture de Léningrad.

## Biographie
Alexandre Mikhaïlovitch Semionov est né le 18 février 1922 à Torjok. Dans le milieu des années 1930, sa famille s'installe à Léningrad. En 1940, Semionov est diplômé de l’École d'Art Tavritcheskaïa à Léningrad.
En 1941, Semionov, volontaire pour le front, passe par toutes les épreuves de la guerre du début à la fin. Après la guerre, il retourne au travail, retrouve et améliore ses compétences professionnelles. Il peint la vie dans la banlieue pittoresque de Léningrad. Dès 1954, Alexandre Semionov, commence à montrer son travail à l'exposition des artistes de Léningrad. En 1957, il devient membre de l'Union des artistes de Léningrad (en). Dans la même année, en tant que l'un des plus grands peintres de Léningrad, il participe à l'Exposition d'art de toute l'Union (en) dédiée au quarantième anniversaire de la Révolution d'Octobre, qui se déroule à Moscou.
Ses premiers succès l'ont aidé à développer ses thèmes favoris au travers de sa créativité, son tempérament et son talent pictural. À partir de la fin des années 1950, le paysage urbain devient son sujet de prédilection — rues, ponts et quais de Léningrad — dans d'innombrables croquis et peintures : il apporte une contribution importante à l'iconographie contemporaine de Léningrad.
Son pinceau habile permet de distinguer les nuances du plein air, des couleurs vives et saturées et une précision des rapports de tons. L'usage généralisé de la brosse ainsi que l'utilisation active du couteau permet d'obtenir des textures diversifiées, lui permettant d'atteindre l'unité de sa conception artistique.
Alexandre Semionov est décédé le 23 juin 1984, à soixante-deux ans, dans le village de Daïmichtché (ru) près de Léningrad, où il travaillait beaucoup les dernières années de sa vie.
En 1987, une exposition de ses œuvres a lieu dans les salles de l'Union des artistes de Léningrad, et est montrée plus tard dans les villes de la région de Léningrad. On retrouve ses œuvres dans des musées d'art en Russie, dans de nombreuses collections privées de Russie, mais aussi des États-Unis, de Finlande, de France ou du Japon.